# Jacopo da Iseo

Anagni, Palazzo della Ragione o Palazzo di Jacopo da Iseo.

Jacopo da Iseo (Iseo, ... – XII secolo) è stato un architetto e diplomatico italiano.

## Biografia
Jacobus de Ysei era un architetto di origini bresciane, vissuto nel XII secolo.
Si trovava ad Anagni, in qualità di delegato di alcune città lombarde qui convenute alla corte pontificia per chiedere l'appoggio di Papa Adriano IV contro la minaccia di Federico Barbarossa.
Gli abitanti chiesero a Jacopo di edificare un edificio destinato allo svolgimento delle attività civiche e politiche, il Palazzo della Ragione (Palazzo Jacopo da Iseo). La costruzione venne completata tra il 1159 e il 1163 unendo due edifici preesistenti, con una sala al primo piano, alla quale si accede con una maestosa scalinata esterna. Fu il primo palazzo municipale dell'Europa.